# Morille (kommunhuvudort)
Morille är en kommunhuvudort i Spanien. Den ligger i provinsen Provincia de Salamanca och regionen Kastilien och Leon, i den centrala delen av landet, 170 km väster om huvudstaden Madrid. Morille ligger 931 meter över havet och antalet invånare är 240.
Terrängen runt Morille är platt, och sluttar norrut. Runt Morille är det glesbefolkat, med 10 invånare per kvadratkilometer. Närmaste större samhälle är Salamanca, 18,2 km norr om Morille. Trakten runt Morille består i huvudsak av gräsmarker.